# Trachysphaera costata
Trachysphaera costata är en mångfotingart som först beskrevs av Antoni Stanisław Waga 1857.  Trachysphaera costata ingår i släktet Trachysphaera och familjen Doderiidae. Inga underarter finns listade i Catalogue of Life.